# Barbro Kronos
Barbro Kronos, född 8 april 2017 i Italien hos Allev. Kronos S.R.L. Soc Agr, är en italiensk varmblodig travhäst. Hon tränas av Svante Båth och körs av Erik Adielsson.
Barbro Kronos började tävla i december 2019 och tog sin första seger i debuten. Hon har till juni 2021 sprungit in 2 451 000 kronor på 13 starter varav 5 segrar, 2 andraplats och 3 tredjeplats. Hon har tagit karriärens hittills största seger i Långa E3 (2020). Hon har också kommit på andraplats i Svenskt Trav-Oaks (2020), Margaretas Tidiga Unghästserie (2020) och Margaretas Tidiga Unghästserie (2021).